# Ruth Signorell
Ruth Signorell (* 28. Juni 1969 in der Schweiz, geborene Ruth Pally) ist eine Schweizer Professorin für Physikalische Chemie an der ETH Zürich.

## Leben und wissenschaftliche Karriere
Ruth Signorell ist im Domleschg aufgewachsen und besuchte in Paspels (1976–1984) die Primarschule und die Sekundarschule (1976–1984), bevor sie 1984 in das Gymnasium C der Bündner Kantonsschule in Chur wechselte. Von 1988 bis 1990 studierte sie, berufsbegleitend, an der AKAD, wo sie 1990 die Maturität Typus C erlangte. Nach zwei Semestern des Mathematikstudiums an der Universität Zürich setzte sie ihre Studien bis 1996 an der ETH Zürich fort. Im selben Jahr schloss sie mit dem Master in Physik und in Chemie ab.
Signorell erlangte 1994 den didaktischen Ausweis für ein höheres Lehramt, in der Fachrichtung Physik der ETH und war dann Mitglied der Unterrichtskommission der Abteilung IV/N der ETH. Von 1994 bis 1996 war sie als nebenamtliche Lehrerin für Physik und Naturwissenschaften an der AKAD Zürich beschäftigt. Sie arbeitete zwischen 1996 und 1999 bei der ETH unter Frédéric Merkt und legte 1999 ihre Dissertation vor. Im folgenden Jahr wechselte sie für ein Postdoktorat zur Georg-August-Universität Göttingen, wo sie ab 2002 Assistenz-Professorin war.
2005 wurde Signorell Associate Professor with tenure an der University of British Columbia in Vancouver, Kanada, wo sie 2009 zum Full Professor ernannt wurde. Am 8. März 2012 ernannte der ETH-Rat sie zur ordentlichen Professorin für Physikalische Chemie. Bis 2017 war sie weiter als Adjunct Professor für die University of British Columbia tätig.
Signorell ist als ordentliche Professorin im Department für Chemie und angewandte Biowissenschaften der ETH tätig und leitet dort die Gruppe Aerosole und Nanowissenschaften.

## Lehre und Forschung
Signorell forscht mit dem Schwerpunkt auf Aerosolen und Nanopartikeln, im Besonderen die Transportprozesse langsamer Elektronen in Flüssigkeiten und an deren Grenzflächen zu Gasen, Festkörpern und anderen Flüssigkeiten. Dazu wird Licht benutzt, um die sehr kleinen Aerosole und Nanopartikel zu manipulieren und zu charakterisieren, um ihre physikalischen Eigenschaften besser zu verstehen. Besonderes Interesse gilt den reaktiven Prozessen und den Phasenübergängen und neuen Methoden, um ultrafeine Aerosole zu detektieren.

## Mitgliedschaften und Mandate (Auswahl)
- 2019 Advisory Board Member of Cell Reports Physical Science
- 2019 Editorial Board Member of The Journal of Aerosol Science
- 2019 International Advisory Board Member of Physical Chemistry Chemical Physics (PCCP)
- 2018 Advisory Editorial Board Member of Chemical Physics Letters X (CPL X)
- 2016–2019 Associate Editor and Editorial Board Member of Physical Chemistry Chemical Physics (PCCP)
- 2016 Advisory Editorial Board Member of Chemical Physics Letters (CPL)
- 2010 Advisory Board Member of Molecular Physics
- 2006–2016 International Advisory Board Member of Physical Chemistry Chemical Physics (PCCP)

## Ehrungen und Auszeichnungen (Auswahl)
- 2024: Mitglied der Academia Europaea
- 2022: Doron-Preis
- 2020: Mitglied Europäische Akademie der Wissenschaften und Künste
- 2019: Humboldt-Forschungspreis
- 2018–2023: ERC Advanced Grant
- 2011–2013: E. W. R. Steacie Memorial Fellowship
- 2010–2015: Dean’s Distinguished Scholar
- 1999: ETH-Medaille

## Publikationen (Auswahl)
- Valence Photoionization of Thymine: Ionization Energies, Vibrational Structure, and Fragmentation Pathways from the Slow to the Ultrafast. In: Chemistry – A European Journal. Band 25, Nr. 62, 2019, S. 14192–14204.
- The Distant Double Bond Determines the Fate of the Carboxylic Group in the Dissociative Photoionization of Oleic Acid. In: ChemPhysChem. Band 18, Nr. 24, 2017, S. 3595–3604.
- Struktur und Dynamik von Molekülkationen. Diss. ETH Nr. 13190, 30. Juni 1999, S. 195, abgerufen am 3. Juni 2023 (englisch).